# Mongolia na zimowych igrzyskach olimpijskich
Mongolia wystartowała we wszystkich zimowych IO od igrzysk w Innsbrucku w 1964 roku (oprócz igrzysk w 1976 roku). Do tej pory nie zdobyła żadnego medalu.

## Klasyfikacja medalowa
| Olimpiada           | Złoto | Srebro | Brąz | Razem |
| ------------------- | ----- | ------ | ---- | ----- |
| 1964 Innsbruck      | 0     | 0      | 0    | 0     |
| 1968 Grenoble       | 0     | 0      | 0    | 0     |
| 1972 Sapporo        | 0     | 0      | 0    | 0     |
| 1980 Lake Placid    | 0     | 0      | 0    | 0     |
| 1984 Sarajewo       | 0     | 0      | 0    | 0     |
| 1988 Calgary        | 0     | 0      | 0    | 0     |
| 1992 Albertville    | 0     | 0      | 0    | 0     |
| 1994 Lillehammer    | 0     | 0      | 0    | 0     |
| 1998 Nagano         | 0     | 0      | 0    | 0     |
| 2002 Salt Lake City | 0     | 0      | 0    | 0     |
| 2006 Turyn          | 0     | 0      | 0    | 0     |
| 2010 Vancouver      | 0     | 0      | 0    | 0     |
| Razem               | 0     | 0      | 0    | 0     |